# Хидискури (Каспский муниципалитет)
Хидискури (груз. ხიდისყური) — село в Грузии, на территории Каспского муниципалитета края (мхаре) Шида-Картли.

## География
Село находится в центральной части Грузии, на левом берегу Куры, вблизи места впадения в неё реки Ксани, на расстоянии приблизительно 11 километров (по прямой) к юго-востоку от города Каспи, административного центра муниципалитета. Абсолютная высота — 494 метра над уровнем моря.

## Население
По результатам официальной переписи населения 2014 года, в Хидискури проживало 652 человека (328 мужчин и 324 женщины). В национальной структуре населения азербайджанцы составляли 98,3 %, грузины — 1,4 %, русские — 0,3 %.
| Год  | Население, человек |
| ---- | ------------------ |
| 2002 | 899                |
| 2014 | ↘ 652              |